# 徐廷祼
徐廷裸（1533年—？），字士敏，號少浦，直隸太倉州人，崑山縣民籍。明朝政治人物，同進士出身。

## 生平
嘉靖三十七年（1558年）戊午科應天府鄉試第十六名舉人。嘉靖三十八年（1559年）中式己未科三甲150名進士。歷官至禮部主客司員外郎，隆慶五年（1571年）四月升浙江按察司佥事，萬曆二年（1574年）二月升本省布政使司右参议。六年十月復除浙江左參議。晚年購得成化八年（1472年）壬辰科狀元吳寬的東庄園林，並另起名為“選樂園”，遂舉家遷往長洲居住。

## 家族
曾祖父徐繼昭、祖父徐崙、父親徐秦。嫡母茅氏；生母凌氏。慈侍下。